# 18923 Jennifersass
18923 Jennifersass este un asteroid din centura principală de asteroizi.

## Descriere
18923 Jennifersass este un asteroid din centura principală de asteroizi. A fost descoperit pe 2 august 2000 la Socorro, New Mexico, în cadrul proiectului LINEAR. Asteroidul prezintă o orbită caracterizată de o semiaxă mare de 2,30 ua, o excentricitate de 0,17 și o înclinație de 6,8° în raport cu ecliptica.